# Moskvakonferencen
Moskvakonferencen eller Moskvakonferencen mellem udenrigsministre var en konference i Moskva i Sovjetunionen fra 16. til 26. december 1945 mellem udenrigsministrene i USA (James F. Byrnes), Storbritannien (Ernest Bevin) og Sovjetunionen (Vjatjeslav Molotov) med det formål at diskutere problemer knyttet til okkupation, fredsspørgsmål og Fjernøsten.
Kommunikéet efter konferencen, offentliggjort 27. december 1945, dækker en række af spørgsmålene som blev taget op som en følge af afslutningen af den anden verdenskrig. Det blev signeret af de tre ministre og indeholdt følgende sektioner:
1. Forberedelse til fredstraktater med Italien, Rumænien, Bulgarien, Ungarn og Finland. (Se Fredsaftalerne i Paris (1947))
2. Kommission for Det fjerne østen  og Det allierde kontrollråd for Japan
3. Korea: USA og Sovjetunionen etablerer en fælles kommission som skulle tilrettelægge regeringsform og gradvis overføre myndighed til de folkevalgte koreanske organer. Kommissionen blev imidlertid genstand for dyb mistænksomhed fra begge parter. Den vigtigste beslutning blev imidlertid oprettelse af en forvaltningsregering for Korea for en femårs-periode. Ved slutningen af femårs-perioden skulle landets suverænitet være fuldstændig. På grund af uenighed blev resultatet to adskilte administrationer.[2]
4. Kina
5. Rumænien
6. Bulgarien
7. Etableringen af en kommission under Forenede Nationer for at kontrollere atomenergi.